# SP-183
A SP-183 é uma rodovia transversal do estado de São Paulo, administrada pelo Departamento de Estradas de Rodagem do Estado de São Paulo (DER-SP).

## Denominações
Recebe as seguintes denominações em seu trajeto:
Nome:	Christiano Alves da Rosa, Rodovia
- De - até:	BR-459 (Piquete) - Embaú - SP-58
- Legislação:	LEI 3.181 DE 14/12/81

## Descrição
Principais pontos de passagem: BR-459 (Piquete) - Vila Embaú (Cachoeira Paulista)

## Características

### Extensão
- Km Inicial: 0,000
- Km Final: 13,050

### Localidades atendidas
- Piquete
- Embaú
- Cachoeira Paulista